# Courceroy
Courceroy – miejscowość i gmina we Francji, w regionie Grand Est, w departamencie Aube. Przez miejscowość przepływa Sekwana. 
Według danych na rok 1990 gminę zamieszkiwały 103 osoby, a gęstość zaludnienia wynosiła 15 osób/km².